# Buena Vista Productions
 (avril 2021).
Si vous disposez d'ouvrages ou d'articles de référence ou si vous connaissez des sites web de qualité traitant du thème abordé ici, merci de compléter l'article en donnant les références utiles à sa vérifiabilité et en les liant à la section « Notes et références ».
Pour les articles homonymes, voir Buena Vista (Disney).
Buena Vista Productions est une société de production de contenu télévisuel appartenant au Disney-ABC Television Group, filiale de la Walt Disney Company.
Cette société développe et produit des programmes originaux sans script pour la syndication, le câble et les blocs de programmes en première partie de soirée à la fois pour et en dehors des filiales de Disney. Les programmes sont produits aussi bien aux États-Unis pour Disney-ABC Domestic Television qu'à l'international avec Disney-ABC International Television.
En France, cette société a coproduit l'émission Disney Club.

## Source
Disney's Buena Vista Productions signs first-look deal with Silverback